# Horsfieldia amygdalina
Horsfieldia amygdalina (tên khác: Săng máu hạnh nhân, Máu chó lá to) là một loài thực vật có hoa trong họ Myristicaceae. Loài này được (Wall.) Warb. mô tả khoa học đầu tiên năm 1897.